# George Patrick Ziemann
George Patrick Ziemann (Pasadena, 13 settembre 1941 – St. David, 22 ottobre 2009) è stato un vescovo cattolico statunitense.

## Biografia
Monsignor George Patrick Ziemann nacque a Pasadena il 13 settembre 1941 ed era il terzo degli otto figli di J. Howard Ziemann (1900-1966) ed Helen Scott Ziemann (1909-1995). La sua era una famiglia devota. Suo nonno, Joseph Scott, era un noto avvocato difensore e suo padre, J. Howard Ziemann, era giudice della corte superiore della contea di Los Angeles e decano della Loyola Law School. Due suoi zii erano preti diocesani nell'area di Los Angeles e alla nascita ricevette i loro nomi.

### Formazione e ministero sacerdotale
Il 29 aprile 1967 fu ordinato presbitero per l'arcidiocesi di Los Angeles dal cardinale James Francis Louis McIntyre. In seguito fu vicario parrocchiale della parrocchia di San Mattia a Huntington Park dal 1967 al 1971, vicario parrocchiale della parrocchia della Sacra Famiglia a Orange e insegnante di religione alla Mater Dei High School di Santa Ana dal 1971 al 1974, membro del consiglio presbiterale dal 1970 al 1973, direttore spirituale del seminario arcidiocesano "Nostra Signora degli Angeli" nella valle di San Fernando dal 1974 al 1979, membro della commissione di collocamento dal 1976 al 1980 e insegnante, vice rettore e decano degli studenti del seminario arcidiocesano "Nostra Signora degli Angeli" nella valle di San Fernando dal 1979 al 1987.

### Ministero episcopale
Il 23 dicembre 1986 papa Giovanni Paolo II lo nominò vescovo ausiliare di Los Angeles e titolare di Obba. Ricevette l'ordinazione episcopale il 23 febbraio successivo dall'arcivescovo metropolita di Los Angeles Roger Michael Mahony, coconsacranti i vescovi ausiliari John James Ward e Juan Alfredo Arzube. Dal 1987 al 1992 fu vicario generale dell'arcidiocesi.
Il 14 luglio 1992 papa Giovanni Paolo II lo nominò vescovo di Santa Rosa in California.
Il 22 luglio 1999 papa Giovanni Paolo II accettò la sua rinuncia al governo pastorale della diocesi. Il motivo della rinuncia è da ricercare nel fatto che un prete intentò una causa in cui accusava che monsignor Ziemann lo aveva costretto a un rapporto sessuale di due anni in cambio del silenzio su un furto di denaro che aveva ammesso di aver compiuto in una parrocchia di Ukia. Monsignor Ziemann riconobbe pubblicamente la sua relazione con padre Jorge Hume Salas dopo che la causa venne archiviata ma affermò che la relazione era consensuale. Il dipartimento di polizia di Santa Rosa e l'ufficio del procuratore distrettuale della contea di Sonoma indagarono sull'accusa di coercizione sessuale di padre Salas, sostenute da una registrazione segreta su nastro in cui monsignor Ziemann si scusava con il prete. Le autorità rifiutarono tuttavia di presentare accuse penali, mettendo in dubbio la credibilità di padre Salas. La loro indagine dimostrò anche che padre Salas era stato espulso da diversi seminari. La diocesi di Santa Rosa in California accettò un accordo di 535 000 dollari con padre Salas che poi lasciò il sacerdozio e tornò nella sua nativa Costa Rica.
I dirigenti della Chiesa, nel frattempo, scoprirono che monsignor Ziemann aveva anche sperperato 16 milioni di dollari della diocesi in cattivi investimenti e spese eccessive. Il deficit impose alla diocesi di licenziare circa un terzo del suo personale e tagliare i fondi per l'educazione religiosa, la pastorale giovanile e altri programmi facendo così arrabbiare molti cattolici locali che avevano dato il loro contribuito. I leader della diocesi affermarono che monsignor Ziemann non aveva tratto benefici personali dalle sue decisioni finanziarie. L'ex vescovo più tardi si scusò per il tumulto. In una sua lettera letta durante le messe in tutta la diocesi dopo le sue dimissioni, scrisse: "Riconosco con profondo dispiacere la mia responsabilità per lo stato attuale delle cose per cui siete giustamente arrabbiati. Non posso esprimere un rimorso abbastanza profondo e il pentimento che provo per avervi tradito".
Dopo la rinuncia, nel 1999, monsignor Ziemann trascorse del tempo in un programma di trattamento residenziale negli Stati Uniti. L'anno successivo si trasferì nel monastero benedettino della Santissima Trinità a St. David, Arizona, per dedicarsi a una vita di preghiera e studio. Dovette tuttavia affrontare nuove accuse di presunta cattiva condotta legata al suo tempo di servizio nell'arcidiocesi di Los Angeles. Venne citato in giudizio in due cause con l'accusa di molestie su tre ragazzi. L'arcidiocesi liquidò le richieste per una somma di 2,8 milioni di dollari. L'avvocato di monsignor Ziemann tuttavia negò categoricamente le accuse. Un portavoce dell'arcidiocesi di Los Angeles rifiutò di commentare il contenzioso. Nei procedimenti penali negli Stati Uniti, anche se fin dall'inizio le prove sono inconsistenti il denunciante può decidere di tentare comunque la causa perché anche se le accuse nel tribunale penale non arrivano nemmeno a giudizio – per mancanza di fatti o di prove – ci sono più probabilità di ricevere dei soldi tramite una causa civile. In effetti, a causa degli elevatissimi costi di difesa nel foro civile (una diocesi spende in media due milioni di dollari per ogni caso), è consuetudine arrivare a un patteggiamento prima del giudizio, con l'approvazione del giudice del caso.
Nel monastero, monsignor Ziemann lavorava in cucina e pregava nella cappella, sebbene non celebrasse la messa. Il superiore del monastero, padre Henri Capdeville, disse di non aver mai chiesto a monsignor Ziemann del suo passato ma dichiarò di aver cercato di fornirgli un luogo per approfondire la sua spiritualità.
Morì nel monastero della Santissima Trinità a St. David il 22 ottobre 2009 per un cancro al pancreas. È sepolto nel cimitero dell'Ascensione di Lake Forest.

## Genealogia episcopale
La genealogia episcopale è:
- Cardinale Scipione Rebiba
- Cardinale Giulio Antonio Santori
- Cardinale Girolamo Bernerio, O.P.
- Arcivescovo Galeazzo Sanvitale
- Cardinale Ludovico Ludovisi
- Cardinale Luigi Caetani
- Cardinale Ulderico Carpegna
- Cardinale Paluzzo Paluzzi Altieri degli Albertoni
- Cardinale Gaspare Carpegna
- Cardinale Fabrizio Paolucci
- Cardinale Francesco Barberini
- Cardinale Annibale Albani
- Cardinale Federico Marcello Lante Montefeltro della Rovere
- Vescovo Charles Walmesley, O.S.B.
- Arcivescovo John Carroll
- Cardinale Jean-Louis Anne Madelain Lefebvre de Cheverus
- Arcivescovo Ambrose Maréchal, P.S.S.
- Vescovo John Dubois, P.S.S.
- Arcivescovo John Joseph Hughes
- Cardinale John McCloskey
- Arcivescovo Michael Augustine Corrigan
- Cardinale John Murphy Farley
- Cardinale Patrick Joseph Hayes
- Arcivescovo John Joseph Mitty
- Vescovo Hugh Aloysius Donohoe
- Arcivescovo Roger Michael Mahony
- Vescovo George Patrick Ziemann